# 黄徳美
黄 徳美（こう とくび、Huáng Déměi、? - 1853年）は、清末の福建小刀会の反乱の指導者の一人。
福建省泉州府同安県出身。一族の黄威（黄位）とともに天地会の一派である小刀会に加入した。1853年、太平天国が南京を占領して、福建省の清軍が太平天国との戦いの増援に赴いて守りが手薄になると、福建小刀会は蜂起の機をうかがうようになった。こうして同年4月、福建小刀会は海澄で蜂起して、漳州・廈門を占領した。蜂起軍は黄徳美を指導者に選んで、黄徳美は「漢大明統兵大元帥」を名乗った。徳化では林万青率いる紅銭会が呼応し、台湾でも天地会が呼応して、福建省は騒然となった。蜂起軍は太平天国と連携するという方針を決定したが、実現する前の同年9月に清軍に廈門を包囲され、10月に陥落した。黄徳美は龍渓に逃れたが、捕らえられ処刑された。
黄威は海上に逃れ、1855年に再び廈門を攻撃したが敗れ、1858年には台湾進軍をうかがった。最後はベトナムに逃れたという。